# Frederick Ponsonby, 4. Baron Ponsonby of Shulbrede

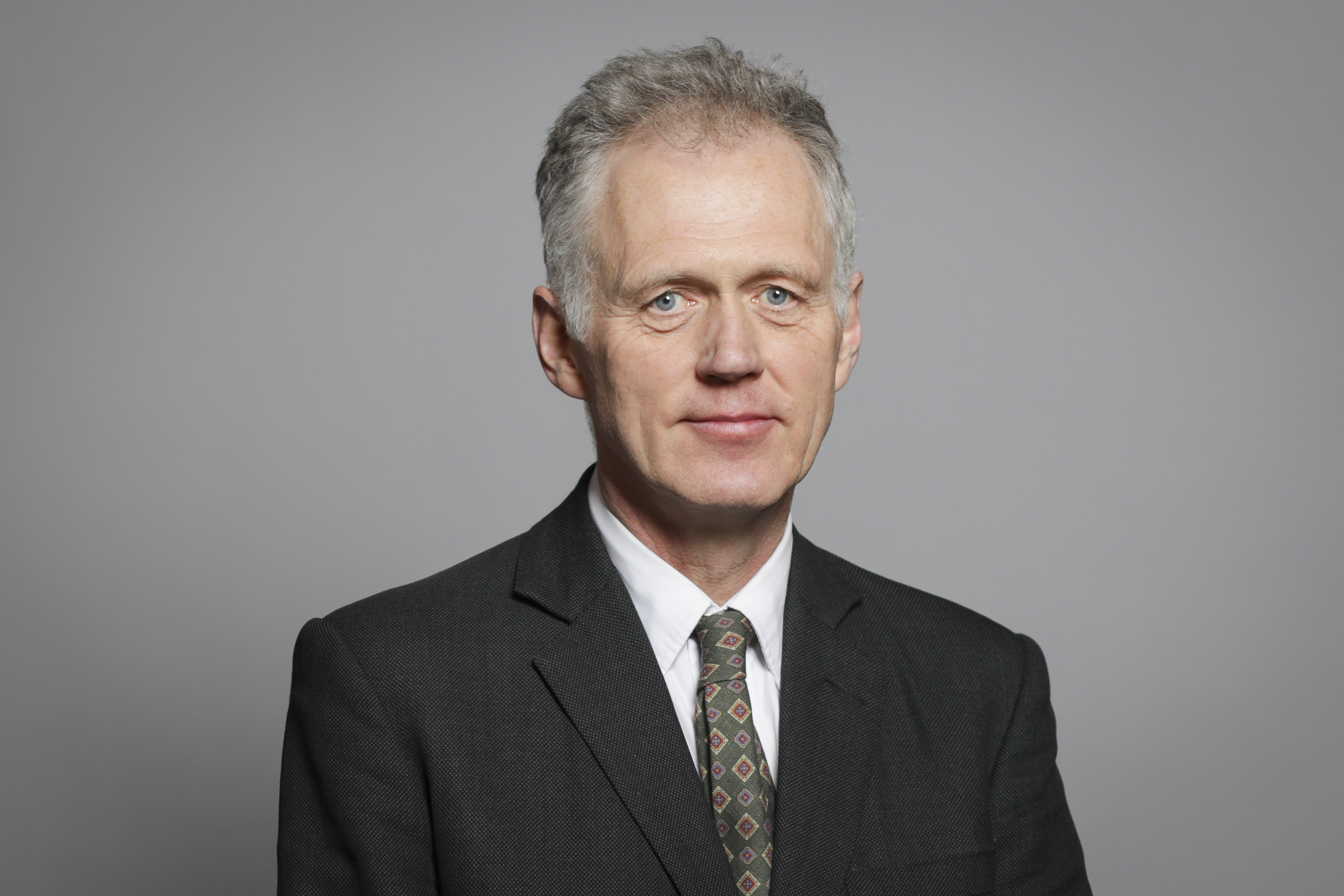
Frederick Ponsonby, 4. Baron Ponsonby of Shulbrede

Frederick Matthew Thomas Ponsonby, 4. Baron Ponsonby of Shulbrede (* 27. Oktober 1958) ist ein britischer Peer und Politiker der Labour Party.
Er ist der Sohn des Thomas Ponsonby, 3. Baron Ponsonby of Shulbrede, aus dessen erster Ehe mit Ursula Fox-Pitt. Er besuchte die Holland Park School in London und studierte an der Universität Cardiff und dem Imperial College London.
Er gehört der Labour Party an und war von 1990 bis 1994 Mitglied des Stadtrates des London Borough of Wandsworth.
Beim Tod seines Vaters im Juni 1990 erbte er dessen Adelstitel als Baron Ponsonby of Shulbrede und den damit verbundenen Sitz im House of Lords. Er beteiligte sich regelmäßig an parlamentarischen Debatten und war von 1992 bis 1997 bildungspolitischer Sprecher seiner Fraktion. Mit Inkrafttreten des House of Lords Act 1999 verlor er im November 1999 seinen Sitz im House of Lords. Am 19. April 2000 wurde er zum Life Peer als Baron Ponsonby of Roehampton, of Shulbrede in the County of West Sussex, erhoben und erhielt dadurch wieder einen Sitz im House of Lords.
Seit 1996 ist er Fellow der Institution of Mining and Metallurgy (F.I.M.M.) und 1997 wurde er vom Engineering Council UK als Chartered Engineer (C.Eng.) zugelassen.